# Малишко Іван Олександрович
Іван Олександрович Малишко (нар. 11 серпня 1936, Солдатське, Широківський район, Дніпропетровська область — 06. 01. 2014, Донецьк)) — український інженер-механік, доктор технічних наук, професор кафедри «Металорізальні верстати й інструменти» ДонНТУ. Член Донецького відділення НТШ з 2002 року.
Коло наукових інтересів: процеси механічної обробки, металорізальні верстати й інструменти, теорія проектування осьових комбінованих інструментів.

## Біографія
Народився 11 серпня 1936 року в селі Солдатському Широківського району Дніпропетровської області. Після закінчення школи навчався в професійно-технічному училищі за спеціальністю слюсар-електромеханік. Вступив до Криворізького гірничорудного інституту на спеціальність «Гірнича електромеханіка». Провчившись три роки, перевівся в Запорізький машинобудівний інститут на спеціальність «Технологія машинобудування, металоріжучі верстати та інструменти». Після закінчення інституту у 1963 році працював майстром механічного цеху машинобудівного заводу «Гігант» у місті Цілинограді Казахської РСР.
1964 року — асистент на кафедрі «Технологія машинобудування, металорізальні верстати й інструменти» Донецького політехнічного інституту. Після утворення кафедри «Металоріжучі верстати й інструменти» з 1966 року переходить на посаду старшого викладача цієї кафедри. У цей період активно займається науковою роботою — вдосконаленням конструкцій осьових інструментів і розробкою методик їхнього проектування. Усі ці роки був виконавцем і відповідальним виконавцем госпдоговірних і спільних науково-дослідних робіт з Ясинуватським машинобудівним заводом, Вінницьким інструментальним заводом та ін. Роботи, проведені на Ясинуватському машинобудівному заводі, присвячені розробці й впровадженню системи інструментального забезпечення верстатів з ЧПУ типу «обробний центр».
У 1980 році І. О. Малишко захистив у Київському політехнічному інституті кандидатську дисертацію зі спеціальності 05.03.01 «Процеси механічної обробки, металорізальні верстати й інструменти» на тему «Вплив конструктивних елементів розгорнення на точність обробки отворів». Після захисту дисертації працює доцентом на тій же кафедрі.
У 1990 році захистив докторську дисертацію в Київському політехнічному інституті на тему «Основи теорії проєктування осьових комбінованих інструментів».
З 1997 року І. О. Малишко працює професором на кафедрі «Металорізальні верстати й інструменти» Донецького національного технічного університету, активно займаючись науковою, навчальною, виховною й методичною роботами. Є науковим керівником одного з наукових напрямків кафедри, присвяченого підвищенню ефективності автоматизованих технологічних систем машинобудівного виробництва за рахунок удосконалення їхнього інструментального забезпечення й впровадження нових способів механічної обробки деталей. Ним розроблені теоретичні основи проектування осьових комбінованих інструментів з оптимальними конструктивними й геометричними параметрами. Ці розробки захищені 21 авторським посвідченням і впроваджені на машинобудівних підприємствах України й СНД. Є керівником ряду держбюджетних фінансованих тем.
Під його керівництвом захищено три кандидатські та дві докторські дисертації. І. О. Малишком уперше в Україні підготовлено курс лекцій для фахівців і магістрів «Інструментальне забезпечення автоматизованих виробництв», для викладання якого надруковано навчальний посібник з грифом Міністерства освіти й науки України (Малишко І. О., Кисельова І. В. Системи інструментального забезпечення автоматизованих виробництв. — Донецьк: ДонНТУ, 2007).
Брав участь у створенні Міжнародної Інструментальної Асоціації (МІА) і є її членом. У 1996—2006 роках — член Експертної Ради Вищої атестаційної комісії України при Кабінеті Міністрів України, є членом спеціалізованої вченої ради Д 11.052.04 ДонНТУ, членом редакційних колегій наукових журналів «Прогресивні технології й системи машинобудування» та «Наукові праці Донецького національного технічного університету» (Серія: «Машинобудування й машинознавство»). Брав участь у створенні Міжнародної Інструментальної Асоціації (МІА) і є її членом.

## Творчий доробок
І. О. Малишком є автором понад 160 наукових праць, у тому числі двох монографій: «Осьові комбіновані інструменти» (1996) і «Проектування високопродуктивних осьових комбінованих інструментів» (2009).

## Нагороди, відзнаки
Нагороджений нагрудним знаком Міністерства освіти України «Відмінник освіти України» (2001).